# Chico Science
Francisco de Assis França (13 de març de 1966 a 2 de febrer de 1997), més conegut com a Chico Science, va ser un cantant i compositor brasiler i un dels fundadors del moviment cultural Manguebeat. Va morir en un accident de cotxe el 1997 a Recife, Pernambuco, a l'edat de 30.

## Biografia
Francisco de Assis França va néixer al barri de Rio Doce, ciutat d'Olinda, a l'estat de Pernambuco, nord-est del Brasil, i va créixer com un nen que venia crancs que ell mateix atrapava en els manglars de la ciutat.
Es va convertir en vocalista i principal força de conducció creativa de la innovadora banda de Mangue Beat anomenada Chico Science & Nação Zumbi (CSNZ). Influenciat per músics com James Brown, Grandmaster Flash i Kurtis Blow, la seva música fusionava hàbilment, rock, funk i hip-hop amb maracatu i altres ritmes tradicionals del nord-est del Brasil. Chico tenia una poderosa presència escènica que va ser comparada per alguns amb la de Jimi Hendrix.
Abans de «CSNZ», Chico era membre de les bandes Orla Orbe i Loustal (aquesta última porta el nom del dibuixant d'historietes i caricaturista francès Jacques de Loustal).
Al voltant de 1991, Chico Science, juntament amb el cantant Fred 04 de la banda Mundo Livre S/A, va fundar el moviment cultural Manguebeat (o Mangue Bit) en resposta a l'extrem estancament econòmic i cultural a Recife i Olinda. «CSNZ» va fer el seu debut als EUA el 1995, en el «Summerstage» al Central Park de Nova York, com a teloners de Gilberto Gil, amb qui van col·laborar durant el bis. Mentre que a Nova York, també van realitzar espectacles addicionals al CBGB, SOB's i al Bryant Park com a part del «Festival de Jazz JVC», en una presentació amb els Ohio Players.
Chico Science & Nação Zumbi van recórrer l'Europa diverses vegades i van atreure atenció massiva a la nova generació d'artistes brasilers a la dècada del 1990. Amb només dos àlbums complets publicats durant la seva vida Da Lama ao Caos («Del fang al caos») i Afrociberdelia (així com un CD doble pòstum de remescles i enregistraments en viu de «CSNZ»), la seva influència i la seva visió es van convertir en la base per a tota una nova generació de músics del Brasil. El geni de Chico va ser celebrar la rica i fascinant cultura local del seu estat natal de Pernambuco i fusionarla amb totes les modernes tendències mundials de la dècada del 1990 - ordinadors, fang, misèria, ciberespai, hip-hop i música d'arrels van coexistir pacíficament en el món de Chico.
El 1996, Chico Science & Nação Zumbi van contribuir amb la canció «Maracatu Atômico» a l'«AIDS-Benefit Album Red Hot + Rio» produït per la Red Hot Organization.
Nação Zumbi ha continuat gravant i fent gires internacionals després de la mort de Chico.

## Discografia
| Títol           | Any  | Discogràfica | Suport |
| --------------- | ---- | ------------ | ------ |
| Da lama ao caos | 1994 | Sony Music   | CD     |
| Afrociberdelia  | 1996 | Sony BMG     | CD     |
| CSNZ (pòstum)   | 1998 | Chaos        | CD     |